# 인민의지당

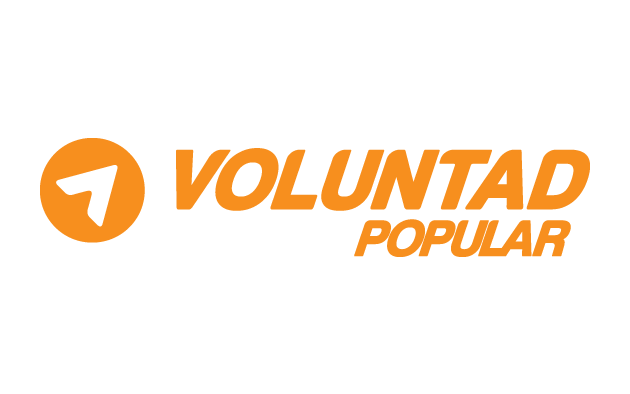

인민의지당(스페인어: Voluntad Popular)은 베네수엘라의 정당으로, 2009년에 창당되었다. 민주통일원탁의 구성원 중 하나로 현재 야당이며, 임시 대통령을 자처한 후안 과이도의 소속 정당이기도 하다.

## 같이 보기
- 베네수엘라의 정당